# Lausitzer Gebirge
Lausitzer Gebirge (tjekkisk: Lužické hory), er en bjergkæde i Sudeterne, på den sydøstlige grænse mellem Tyskland og Tjekkiet, øst for floden Elben, og en forlængelse af Erzgebirge, som ligger vest for Elben. Lausitzer Gebirge er selv en forlængelse af Sudeterne fra Böhmen og Mähren, som er forbundet med Karpaterne. Det tilstødende område i sydøst Tyskland hedder Lausitz.
Den højeste top er Luž (Lausche) på 793 m. Andre bjergtoppe er Pěnkavčí vrch (Finkenkoppe) 792 m, Jedlová (Tannenberg) 774 m, Klíč (Kleis) 760 m, Hvozd (Hochwald) 750 m og Studenec (Kaltenberg) 736 m.